# Бланко (співак)
Ріккардо Фаббріконі (нар. 10 лютого 2003), професійно знаний як Бланко (зазвичай стилізований під BLANCO), — італійський співак і репер. 2022 року переміг на музичному Фестивалі Санремо 2022 разом із Махмудом з піснею «Brividi», після чого отримав право представляти Італію на Пісенному конкурсі Євробачення 2022 в Турині, де посів 6 місце.

## Ранні роки
Ріккардо Фаббріконі народився у Брешії 10 лютого 2003 року в родині батька з Риму та матері з Ломбардії, і виріс у Кальваджезе-делла-Рив'єра, маленькому містечку на озері Гарда. Ріккардо провів більшу частину свого дитинства між Брешією, своїм рідним містом, та Дезенцано-дель-Гарда, де відвідував школу. У дитинстві батько познайомив його з такими артистами, як Лучіо Баттісті, Лучіо Далла та Піно Даніеле, а також Бланко любив поп-радіо. Підростаючи, співак був учасником італійської хіп-хоп сцени.

## Кар'єра

### 2020—2021 роки
9 червня 2020 року Бланко випустив свій EP Quarantine Paranoid на SoundCloud.
Після підписання контракту з Universal співак дебютував зі студійним альбомом Blu celeste, що вийшов 10 вересня 2021 року, та посів перше місце в чарті альбомів FIMI, а також отримав потрійну платинову сертифікацію. Найуспішніша на сьогоднішній день пісня «Mi fai impazzire», яку Бланко виконав зі Сферою Еббастою, була на першому в італійському чарті синглів протягом восьми тижнів й отримала шість разів платинову сертифікацію в Італії. Одночасно однойменний головний сингл з альбому дебютував під номером один у чарті синглів FIMI, а пісні Бланко зайняли всю десятку. Окрім цього, всі дванадцять треків, що містилися в альбомі, одночасно з'явилися в чарті.

### 2022-дотепер
У грудні 2021 року RAI оголосив, що Махмуд і Бланко братимуть участь разом у музичному Фестивалі Санремо 2022 із піснею «Brividi». Вони виграли конкурс, набравши понад п'ятдесят відсотків голосів, а згодом підтвердили свою участь у пісенному конкурсі Євробачення 2022 як представники Італії. Критики відзначили, що вперше в історії фестивалю в номері були на одному рівні гомосексуальне та гетеросексуальне кохання. «Brividi» отримала понад 3,3 млн потоків за 24 години, ставши найпопулярнішою піснею за один день на Spotify в Італії. Сингл дебютував під номером один у чарті FIMI та досяг 15 місця в Billboard Global 200. Наразі пісня має більше ніж 137 млн прослуховувань на Spotify.
3 квітня 2022 року Бланко розпочав тур Blu Celeste Tour, який складався з двох етапів і 27 шоу, та який закінчився 17 вересня 2022 року в Мілані. Конференція єпископату Італії (CEI) обрала Бланко для відкриття зустрічі Папи Франциска на площі Сан-П'єтро 18 квітня 2022 року. Він виконав «Blu celeste», проте цей вибір розкритикували єпископ Вентімілья, монсеньйор Антоніо Суетта, які вважали, що послання, виражене у виконанні Бланко, «не підходить для католицького контексту»; однак представник CEI Дон Мікеле Фалабретті відповів на занепокоєння та повторив, що рішення запросити Бланко на захід залишиться в силі.
У травні 2022 року Бланко та Махмуд стали учасниками пісенного конкурсу Євробачення 2022, що проходив у Турині, де посіли шосте місце.
У червні 2022 року Бланко випустив «Nostalgia», свій перший сингл після Санремо та Євробачення, який посів друге місце в чарті синглів FIMI й тричі отримав платиновий сертифікат FIMI.
27 січня 2023 року Бланко випустив «L'isola delle rose», перший сингл зі свого другого студійного альбому Innamorato. Він виконав цю пісню як гість під час першого вечора музичного Фестивалю Санремо 2023, але у навушниках були проблеми з моніторингом, через що Бланко не міг чути себе під час співу. Потім він пошкодив розарій, встановлений на сцені, за що його освистали глядачі в кінці виступу. Пізніше співак вибачився. Альбом Innamorato став доступний на платформах 14 квітня 2023 року.